# Trofarello
Trofarello – miejscowość i gmina we Włoszech, w regionie Piemont, w prowincji Turyn.
Według danych na rok 2004 gminę zamieszkiwały 10 352 osoby, 862,7 os./km².